# Kholm (tỉnh của Đế quốc Nga)
Tỉnh Kholm hay tỉnh Chełm (tiếng Nga: Холмская губерния; tiếng Ukraina: Холмська губернія; tiếng Ba Lan: gubernia chełmska) là một đơn vị hành chính (guberniya) của Đế quốc Nga. Thủ phủ của tỉnh là Chełm (Kholm).
Tỉnh được tạo ra từ các phần phía đông của tỉnh Siedlce và tỉnh Lublin vào năm 1912. Khu vực được tách khỏi Privislinsky Krai và nhập vào tổng tỉnh Kiev với tư cách là "lãnh thổ cốt lõi của Nga", như là một biện pháp phòng ngừa trong trường hợp lãnh thổ của Privislinsky Krai (Ba Lan thuộc Nga) bị đoạt khỏi Đế quốc Nga trong một cuộc chiến sắp tới. Một lý do khác cho sự thay đổi hành chính này là để tạo điều kiện thuận lợi cho quá trình Nga hóa và cải đạo những người theo đạo Cơ đốc phi Chính thống Đông phương.
Theo các nguồn thống kê của Nga năm 1914, diện tích của tỉnh là 10.460 km², là nơi sinh sống của khoảng 912.095 cư dân, trong đó khoảng 50% là người Tiểu Nga (người Ukraina), 30% là người Ba Lan, và 16% là người Do Thái. Tuy nhiên, trong cuộc Đại triệt thoái vào mùa hè năm 1915, Nga đã ra lệnh sơ tán dân cư của tỉnh. Do chính sách đó, khoảng 2/3 dân số Ukraina bị trục xuất sang Đế quốc Nga vào tháng 6 đến tháng 7 năm 1915. Dân số bị trục xuất lên tới khoảng 300.000 người và do đó đã thay đổi đáng kể thành phần dân tộc của khu vực.

## Nhân khẩu
Năm 1909, dân số của các vùng đất thuộc tỉnh Kholm năm 1912 là 703.000 người.
| Dân tộc       | Tỷ lệ |
| ------------- | ----- |
| Người Ukraina | 52,6% |
| Người Ba Lan  | 24,4% |
| Người Do Thái | 15,3% |
| Người Đức     | 4%    |
| Người Nga     | 3,7%  |

Toàn bộ dân số của tỉnh Kholm theo thống kê chính thức là khoảng 760 nghìn người: 311 nghìn người Công giáo, 305 nghìn người Chính thống giáo, 115 nghìn người Do Thái và 28 nghìn người Tin lành. Ngoài ra, Chính thống giáo chiếm hơn một nửa dân số ở Grubeshovsky, cũng như một số vùng của các huyện cũ Lubartovsk và Krasnostavsky. Trong một số khu vực của các huyện Tomashovo và Kholm, cũng như ở huyện Wlodawa cũ, số lượng Cơ đốc nhân Chính thống vượt quá số lượng người Công giáo khoảng 5%. Vào ngày 1 tháng 1 năm 1914, tại tỉnh Kholm, trong tổng dân số 912.095 người, người Ukraina chiếm 446.839, tức là 50,1%, người Ba Lan - 30,5%, người Do Thái - 15,8%.
Thành phần dân tộc của lãnh thổ các huyện được nhập vào tỉnh Kholm năm 1912, theo dữ liệu năm 1897:
| Uyezd (huyện) | Người Ukraina | Người Ba Lan |
| ------------- | ------------- | ------------ |
| Biłgoraj      | 20,8%         | 62,27%       |
| Hrubieszów    | 59,6%         | 23,1%        |
| Zamość        | 7,7%          | 73,9%        |
| Tomaszów      | 49,5%         | 36,5%        |
| Chełm         | 33,4%         | 34,5%        |

## Hành chính
Tỉnh Kholm gồm có 8 Uyezd (huyện).
| Số | Uyezd           | Trung tâm hành chính | Diện tích, (verst) | Dân số (1897) |
| -- | --------------- | -------------------- | ------------------ | ------------- |
| 1  | Belgoraisky     | Belgorai (5 846 )    | 1 500,8            | 96 332        |
| 2  | Belsky          | Bela (13 090 )       | 1 311,0            | 76 687        |
| 3  | Vlodavsky       | Vlodava (6 673 )     | 1 900,1            | 98 035        |
| 4  | Grubeshovsky    | Grubeshov (10 639 )  | 1 063,9            | 101 392       |
| 5  | Zamostsky       | Zamost (14 705 )     | 1 569,6            | 119 783       |
| 6  | Konstantinovsky | Yanov (3 861 )       | 1 263,0            | 61 333        |
| 7  | Tomashevsky     | Tomashev (6 233 )    | 1 213,4            | 98 783        |
| 8  | Kholmsky        | Kholm (18 452 )      | 1 865,9            | 137 585       |